# Campylopus julicaulis
Campylopus julicaulis är en bladmossart som beskrevs av Brotherus 1924. Campylopus julicaulis ingår i släktet nervmossor, och familjen Dicranaceae. Inga underarter finns listade i Catalogue of Life.